# 盆地群代
盆地群代是指月球地質時代中前酒神代的九個非正式的時代區分。

## 定義
創建一個盆地群代分類的原因是為了要將30個前酒神代因隕石碰撞而形成的盆地分成9個相對的時代類群。每個類群的第一個盆地的相對時代是基於隕石坑的密度與重疊關係而訂的，而其他的盆地則依較淡的地面來決定包含在哪個時代。盆地群1並沒有正式的時代定義，而盆地群9與酒神代之間的分界則是以酒神海形成的時間來定義的。
酒神海形成的時代是有著一點的爭議的，通常會將其指為39億2千萬年前，但有時也指說是38億5千萬年前的。但最近，有研究推測酒神海的形成時代實際上可能更古老，遠在41億年前。盆地群代並沒有被任何一個美國地質調查局月球地質圖用來做為一個地質時代。盆地群1至9，以及較早（非正式）的隱生代一起被稱為前酒神代。

## 和地球地質時代的關係
因為很少甚至沒有什麼月球前酒神代時的地質資料存留在地球上，前酒神代被至少一個著名的科學工作用來做為區分地球冥古宙的一個準則。尤其，有些時候可以發現冥古宙被區分成隱生代、盆地群1-9（前述被合稱為前酒神代）、酒神代和早雨海代。第一個可以自行複製RNA分子的生命型態可能早在四十億年前的這個時期便開始演化了(參見RNA世界學說)。

## 另見
- 隱生代
- 地質時代

## 外部連結
- GeoWhen Database （页面存档备份，存于）